# Передающая телевизионная трубка

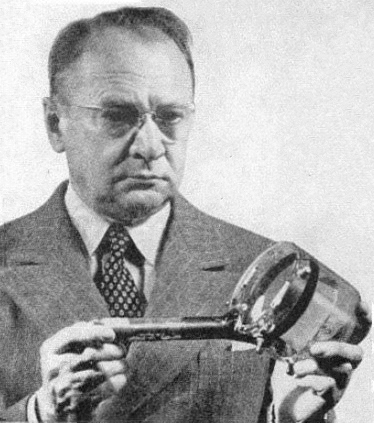
Изобретатель первой в мире передающей трубки Владимир Зворыкин со своим иконоскопом

Передающая телевизионная трубка  — электровакуумный прибор, преобразующий движущееся изображение в электрические сигналы. Относится к классу электронно-лучевых устройств. Главная составная часть телевизионных передающих камер и видеокамер, использовавшаяся до появления полупроводниковых светочувствительных матриц.

## Классификация

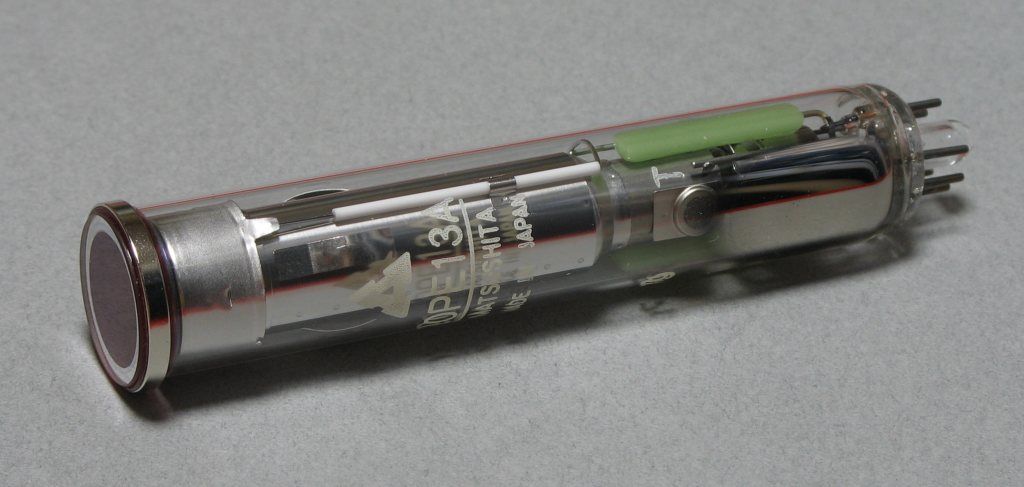
Видикон фирмы «Matsushita»

Передающие телевизионные трубки (ПТТ) по типу фотоэффекта светочувствительной мишени делятся на приборы:
- с использованием внешнего фотоэффекта,

по способу формирования видеосигнала:
- без накопления заряда или мгновенного действия (диссектор, трубка Брауде),
- с накоплением заряда (иконоскоп, супериконоскоп, ортикон, суперортикон),

- с использованием внутреннего фотоэффекта (видикон).

## Принцип действия
Первоначально основывались на внешнем фотоэффекте, позднее — на внутреннем. Самые известные представители, в порядке появления — иконоскоп, суперортикон, видикон.
Неизменными составными частями передающих телевизионных трубок были светочувствительная мишень, куда проецировалось изображение, и в которой происходило накопление зарядов, и электронно-лучевая пушка, осуществлявшая сканирование мишени. Накопление зарядов происходило в течение всего времени кадра, а считывание — практически мгновенно при прохождении электронного луча. Для вещательного телевидения соотношение времени накопления и времени считывания — около полумиллиона. Сканирование мишени производилось с помощью отклонения электронного луча магнитным полем, как и в кинескопе. Для увеличения чувствительности и отношения сигнал/шум в конструкцию вводились дополнительные элементы, например, секция переноса, представлявшая собой оптико-электронный преобразователь. В этом случае на мишень падал не свет, а ускоренные электроны, выбитые из фотокатода. Действие передающих электронно-лучевых приборов основано на фотоэффекте и заключается, во-первых, в образовании электронного изображения (как правило, в виде потенциального рельефа), соответствующего передаваемому световому изображению, а во-вторых, в упорядоченной коммутации элементов этого изображения. Передающий электронно-лучевой прибор относится к классу фотоэлектронных приборов. В случае внешнего фотоэффекта преобразующим светочувствительным элементом служит фотокатод, который под действием падающего на фотослой света испускает электроны (см. Фотоэлектронная эмиссия); в случае внутреннего фотоэффекта — фоточувствительная мишень, изменяющая при освещении свою электропроводность (см. Фотопроводимость). Коммутация элементов изображения обычно осуществляется электронным лучом, последовательно обегающим все участки поверхности мишени; при этом изображение раскладывается на несколько сотен строк, образующих телевизионный растр (каждую строку можно рассматривать как последовательность отдельных элементарных участков изображения).
По способу формирования видеосигнала различают передающие электронно-лучевые приборы прямого (мгновенного) действия и с накоплением заряда. В приборах первого типа величина электрического сигнала, соответствующего данному элементарному участку передаваемого изображения, пропорциональна мгновенному значению (в момент передачи) локальной освещённости участка светочувствительного элемента; в приборах второго типа — интегральному значению освещённости участка светочувствительного элемента за время передачи всего изображения (данного кадра). В течение этого времени благодаря фотоэффекту на мишени возникает распределение зарядов и потенциалов (потенциальный рельеф), соответствующий распределению освещённости объекта.
Считывание информации осуществляется пучком электронов, который «пробегает» по мишени строчка за строчкой. Сам же луч замкнут на выходную цепь трубки. В результате электрический сигнал на выходе будет полностью соответствовать распределению яркостей объекта, на который направлена оптическая система передающей камеры.

## История
Основными вехами развития передающих трубок были их следующие типы, указанные в хронологическом порядке:
В СССР первыми изобретателями передающих электронных трубок были:
- Чернышев А. А., предложивший прототип видикона ещё в 1925 году[1],
- Константинов А. П., предложивший проект передающей ТВ-трубки с накоплением и коммутацией зарядов электронным лучом на основе внешнего фотоэффекта в конце 1930 года[2],
- Катаев С. И, предложивший трубку, аналогичную иконоскопу Зворыкина, в 1931 году[3],
- Грабовский Б. П., первым в истории собравший модель полностью электронной телевизионной системы: с электронной системой и приема, и передачи изображения[4],
- Шмаков П. В., усовершенствовавший иконоскоп,
- Тимофеев П. В., создавший в 1933 году вместе со Шмаковым супериконоскоп[5],
- Брауде Г. В., создавший в 1934 году устройство, названное статотроном («трубка Брауде»)[6], и трубку - предшественник суперортикона[7].

В 1969 году в СССР выпускалось 50 типов передающих телевизионных трубок. В качестве датчиков видеосигнала ПТТ использовались до 1990-х годов. В 1970-е годы им на смену пришли твердотельные преобразователи «свет-сигнал» с зарядовой связью (ПЗС). В 2000-е годы применялись только в узкоспециальном оборудовании, например, в сверхскоростной съёмке, а в массовом применении были полностью вытеснены полупроводниковыми датчиками изображения.

## Происхождение названия
Слово «трубка» в названии является калькой с англ. tube, которым долгое время обозначали все вакуумные электронные приборы. В действительности, форму «трубки» имели только видиконы, остальные приборы помещались в стеклянные баллоны довольно сложной и иногда несимметричной формы.
Габариты передающих телевизионных трубок были весьма большими, до полуметра в длину при размере светочувствительной мишени порядка 1 дециметра. Прогресс способствовал уменьшению размеров, наиболее массовыми в студийных камерах были трубки с диаметром в 1 дюйм, а для применения в бытовой и репортажной аппаратуре были разработаны и полудюймовые видиконы. Как правило, для фокусировки использовалось магнитное поле, так же, как и для отклонения луча, поэтому дополнительно габариты телекамеры увеличивались из-за фокусирующе-отклоняющей системы.

## Интересные факты
- Несмотря на то, что вакуумные трубки уже почти два десятилетия не применяются в телевидении, размеры матриц в современных камерах исчисляются в диаметрах трубок с таким же размером светочувствительной мишени. То есть 1-дюймовая матрица по диагонали заметно меньше 1 дюйма, так как у соответствующего видикона это был наружный диаметр стеклянного баллона. Размер такой матрицы примерно 10×13 мм, а диагональ, соответственно, около 17 мм, то есть, приблизительно, 2/3 дюйма. Сделано это было для совместимости оптики «старых» камер и «новых».
- Если для приемных телевизионных трубок (кинескопов) важно иметь высокое анодное напряжение (до 50 кВ) и большой ток электронного луча (до 1 мА) для достижения высокой яркости и контрастности изображения, то для передающих трубок — наоборот, эти величины, с целью достижения высокой чувствительности, стараются уменьшить до значений, при которых еще возможны фокусировка и отклонение электронного луча (100—300 В и 10—50 мкА).